# Александар Костов
Александар Димитров Костов (болг. Александър Димитров Костов; 5 березня 1938 — 15 квітня 2019, Софія) — болгарський футболіст, що грав на позиції нападника.
Виступав за клуби «Левскі» та «Ботев» (Пловдив), а також національну збірну Болгарії, у складі якої був учасником двох чемпіонатів світу (у 1962 та 1966 роках).
Триразовий чемпіон Болгарії. П'ятиразовий володар Кубка Болгарії.

## Клубна кар'єра
У дорослому футболі дебютував 1955 року виступами за команду клубу «Левскі», в якій провів п'ять сезонів, протягом яких не став гравцем основного складу.
Протягом 1960—1961 років захищав кольори команди клубу «Ботев» (Пловдив), в якому почав регулярно отримувти ігровий час і розкрився як дуже результативний форвард.
1961 року повернувся до «Левскі», де також став гравцем основного складу і протягом наступних десяти сезонів забив у болгарській першості 56 голів у 235 матчах. За цей час тричі виборював титул чемпіона Болгарії. Завершив професійну кар'єру футболіста виступами за «Левскі» у 1971 році.

## Виступи за збірну
1957 року дебютував в офіційних матчах у складі національної збірної Болгарії.
У складі збірної був учасником чемпіонату світу 1962 року у Чилі та чемпіонату світу 1966 року в Англії. На кожному з цих турнірів провів по одній грі — 1962 року проти англійців (0:0), а в 1966 році програний з рахунком 0:3 матч проти португальців.
Протягом кар'єри у національній команді був у її складі здебільшого резервним гравцем, взявши протягом 1957—1966 років участь лише у 8 матчах збірної, забивши один гол.

## Титули і досягнення
- Чемпіон Болгарії (3):

«Левскі»: 1964–1965, 1967–1968, 1969–1970
- Володар Кубка Болгарії (5):

«Левскі»: 1957, 1958—1959, 1966—1967, 1969—1970, 1970—1971